# میدان‌های نفتی غنا
در ۱ ژانویه ۲۰۱۱ میزان ذخائر نفت درجای کشور غنا، در حدود ۶۶۰ میلیون بشکه برآورد شده‌است.

## دهه‌های ۱۹۷۰ و ۱۹۸۰ میلادی
ذخائر نفتی غنا، اولین بار در اوایل دهه ۱۹۷۰ میلادی کشف شد، ولی در دهه ۱۹۸۰ میلادی اولین بشکه‌های نفت، در این کشور آفریقایی تولید گردید.
در سال ۱۹۸۳ شرکت ملی نفت غنا، توسط دولت این کشور تأسیس شد. این شرکت، بمنظور اکتشاف و تولید نفت، با شرکت آموکو که یک شرکت نفتی آمریکایی می‌باشد، به توافق رسید و در همان ابتدا ده بلوک نفتی دریایی بین آدا تا مرز شرقی با کشور توگو، کشف گردید. سپس شرکت بین‌المللی پترو کانادا نیز در پی کشف یک حوضه نفتی در رودخانه تانو، شروع به تولید از میدان نفتی تانو نمود. والرو انرجی که یک شرکت نفتی آمریکایی می‌باشد نیز، در میدان نفتی کتا که در شهر کتا کشور غنا قرار دارد، تولید نفت را آغاز نمود.
در انتهای دهه ۱۹۸۰ میلادی و در سال ۱۹۸۹ سه شرکت نفتی دیگر که دو شرکت آمریکایی و یک شرکت هلندی، در حدود ۳۰ میلیون دلار آمریکا، برای توسعه میدان نفتی تانو، سرمایه گذاری نمودند.

## دهه ۱۹۹۰ میلادی
در ۲۱ ژوئن سال ۱۹۹۲، تنها از میدان نفتی تانو، در حدود ۶۹۰۰ بشکه نفت در روز تولید گردید. در اوایل دهه ۱۹۹۰ یک بررسی کلی توسط شرکت ملی نفت غنا در منابع نفت و گاز این کشور، بمنظور تعیین اینکه؛ آیا یک عملیات عمدتاً محلی ممکن است بهره برداری اقتصادی مقرون به صرفه باشد، انجام گردید. در نهایت این برنامه تحقیقاتی، به راه اندازی یک سیستم شناور برای تولید و ذخیره‌سازی نفت و پردازش گاز، بمنظور تولید برق انجامید. که برنامه تولید برق توسط گاز این کشور، در دهه ۱۹۹۰، به تولید ۲۲ میلیارد فوت مکعب گاز در روز، که به تولید ۱۳۵ مگاوات برق انجامید.
همچنین در سال ۱۹۹۲ شرکت ملی نفت غنا موفق شد قراردادی با شرکت نفت آنگولا، شاخه سونانگول فراهم نماید، که برای حفاری و در نهایت تولید در دو میدان نفتی دریایی رسید.
پالایشگاه تما در سال ۱۹۸۹ در مرحله اول بازسازی قرار گرفت. در مرحله دوم نیز با هزینه‌ای معادل ۳۶ میلیون دلار آمریکا و در ماه آوریل سال ۱۹۹۰ آغاز شد. بعد از اتمام بازسازی در مرحله دوم، توزیع گاز مایع این پالایشگاه بهبود یافت و مقدار عرضه شده از ۲۸،۰۰۰ به ۳۴،۰۰۰ بشکه در روز، افزایش یافت. در سال ۱۹۹۲ همچنین ساخت خط لوله نفت از شهر تما به بندر آکوسومبو، بمنظور بهبود سیستم توزیع، آغاز گردید.

## دهه ۲۰۰۰ میلادی
در سال ۲۰۰۷ بیش از ۳ میلیارد بشکه نفت سبک، در کشور غنا کشف شد. اکتشاف نفت و گاز در این کشور ادامه داشته و مقدار نفت و گاز تولید شده تا انتهای دهه ۲۰۰۰ میلادی در غنا، همچنان روند افزایشی خود را حفظ نمود.

## دهه ۲۰۱۰ میلادی
با توجه به برنامه توسعه چاه‌ها و ذخائر نفت و گازی که شرکت ملی نفت غنا در سه ماهه اول سال ۲۰۱۱ آغاز نمود، در حدود ۶% درصد افزایش درآمد در بودجه این کشور تا انتهای سال ۲۰۱۱ مشاهده گردید. با برنامه‌ریزی که دولت غنا در صنعت نفت این کشور انجام داده، انتظار می‌رود که در چند سال آینده، تولید نفت این کشور، به مرز ۵ میلیارد بشکه نفت برسد.